# Villásgömböcök
A villásgömböcök (Symphypleona) a hatlábúak (Hexapoda) altörzsében az ugróvillások (Collembola) (al)osztályának egyik rendje.

## Megjelenésük, felépítésük
Közel gömb alakú, elmosódottan tagolt testükön a tor és a potroh többnyire alig különíthető el. Utóbbin rendesen csak egy nagy elülső és egy kis hátulsó szelvény különböztethető meg. Csápjuk sohasem ízesül a fej közepe előtt. Tracheáik lehetnek. A ventrális tubus kiüríthető zacskói sokszor hosszúak, tömlő alakúak.

## Rendszertani felosztásuk
Az 5 öregcsaládba mintegy tíz családot sorolnak:
- Sminthurididoidea öregcsalád 2 családdal:
  - Mackenziellidae
  - gömbugrókák (Sminthurididae)
- Katiannoidea öregcsalád 4 családdal:
  - Arrhopalitidae
  - Collophoridae
  - Katiannidae
  - Spinothecidae
- Sturmioidea öregcsalád 1 családdal:
  - Sturmiidae
- Sminthuroidea öregcsalád 2 családdal:
  - Sminthuridae
  - Bourletiellidae
- Dicyrtomoidea öregcsalád 1 családdal:
  - Dicyrtomidae